# Décembre 1917 (guerre mondiale)
Novembre 1917 - Décembre 1917 - Janvier 1918
- 2 décembre : 
  - La république démocratique moldave proclame son autonomie au sein de la Russie.

- 5 décembre : 
  - Signature de l'armistice de Brest-Litovsk entre la Russie bolchevique, d'une part, l'Allemagne et l'Autriche-Hongrie de l'autre. L'armistice doit entrer en vigueur le 15 décembre.

- 7 décembre : 
  - arrêt de l'offensive britannique en direction de Cambrai.

- 9 décembre : 
  - Ouverture de négociations de paix entre la Roumanie, battue, et les puissances centrales.
  - Signature de l'armistice de Focșani entre la Roumanie et les puissances centrales.

- 11 décembre : 
  - Proclamation de l'indépendance de la Lituanie sous la protection de l’empire allemand.
  - Entrée solennelle du général Allenby à Jérusalem.

- 15 décembre : 
  - Entrée en vigueur de l'armistice de Brest-Litovsk entre la Russie bolchevique, d'une part, l'Allemagne et l'Autriche-Hongrie de l'autre.

- 18 décembre :
  - Signature de l'armistice d'Erzincan entre la Russie et l'empire ottoman.

- 19 décembre :
  - Conférence de Kreuznach : le gouvernement du Reich, d'accord avec les militaires, prépare les bases de la négociations avec le nouveau gouvernement russe.

- 22 décembre : 
  - Ouverture des négociations entre les représentants de la quadruplice et les plénipotentiaires russes.

- 28 décembre :
  - Les puissances centrales exposent leurs revendications en Russie : les représentants russes quittent les négociations.